# 下花园石窟
下花园石窟，位于河北省张家口市下花园区鸡鸣山，是北魏时期的佛教石窟。

## 简介
《魏书·高宗纪》：“和平元年四月戊戌，皇太后常氏崩于寿安宫。五月癸酉，葬昭太后于广宁鸡鸣山。”和平元年四月，在公元460年。广宁，即位于如今的下花园区。据专家考证，下花园石窟的开凿与此有关。下花园石窟约建于公元460年至490年，初为张家口市文物保护单位，2008年10月被河北省人民政府公布为第五批河北省文物保护单位。
下花园石窟坐东朝西，平面似马蹄形，石窟内雕有将近2米高的释迦牟尼坐像，但风化严重而且手臂残损，面相、手印、衣纹都已经无法辨认，只可看出螺发高肉髻，眉间有白毫。石窟顶部是八个飞天环绕着一大型双匝瓣莲花，四周有天女舞乐像，飞天的形态各不相同，顶部保存情况较好。石窟上部雕刻着三排小佛像，但风化严重。石窟左右两壁都雕刻着造像，其中十余躯较为完整，造像的上身和两臂较长，身姿矫健。
根据2013年的报道，下花园石窟位于110国道西侧的两条铁路中间，铁轨震动对石窟构成严重威胁，距离石窟稍远处为一大型煤场，煤灰顺风落在石窟内，使石雕佛像布满煤灰。下花园区对下花园石窟实行封闭式保护，基本不对外开放。